# Renato Finelli
Renato Finelli (Pavullo nel Frignano, 18 aprile 1929 – Modena, 17 marzo 2006) è stato un politico italiano.

## Biografia
Laureato in filosofia, è docente di lettere e sindacalista. Già esponente del PSI, contrario all'unificazione socialista col PSDI, nell'autunno 1966 aderisce alla scissione del Movimento dei Socialisti Autonomi insieme a Luigi Anderlini, Tullia Carettoni e altri. Viene quindi eletto deputato nel 1968 nelle liste del Partito Comunista Italiano, aderendo poi al gruppo misto di Montecitorio. Conferma il proprio seggio alla Camera con il PCI anche alle elezioni del 1972. Conclude il mandato parlamentare nel 1976.
Muore il 17 marzo 2006, all'età di 76 anni.